# Carlota Remfry
Charlotte Remfry, también conocida como Carlota Remfry de Kidd (Linares, 9 de septiembre de 1869-Ibídem, 21 de enero de 1957), fue una escritora, editora y traductora multilingüe española de origen inglés.

## Biografía

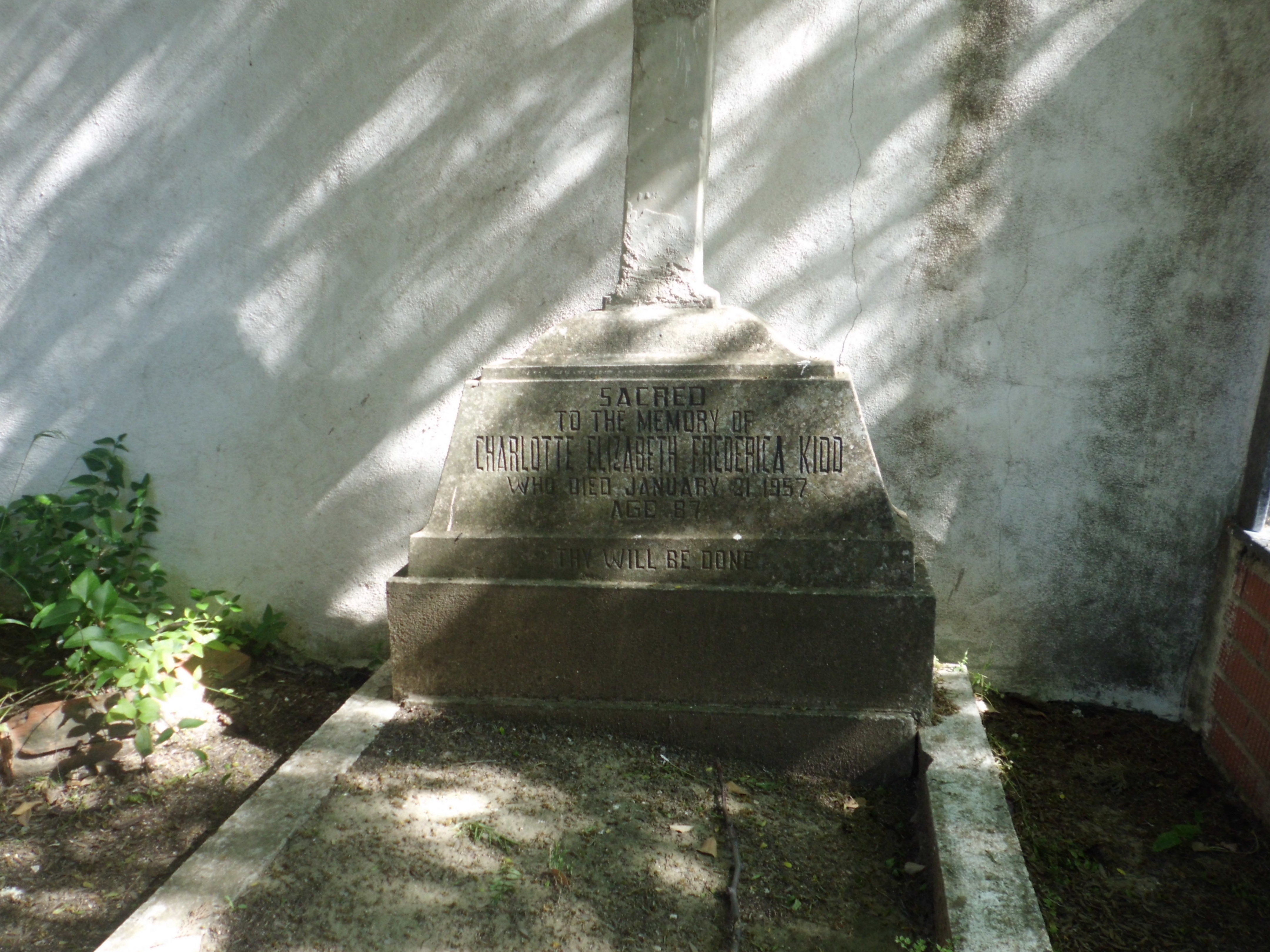
Tumba de Charlotte Remfry en el cementerio inglés de Linares (fotografía de mayo de 2016).

Hija de Charles Remfry Bradhurst, técnico de minas procedente de Charlestown, Inglaterra, y Fanny Koesler van Moll, natural de la ciudad minera de Stolberg, Alemania. El matrimonio tuvo seis hijos: Fanny, Guillermina, Marie Rose, Carlota, Luisa y Carlos. Siendo ya un reputado ingeniero, Charles Remfry se traslada a Linares, donde es contratado por la sociedad La Vigilancia, que explota la mina Arrayanes. Así, Carlota pasa los primeros años de su existencia en la casa situada en la calle Ayala n.º 18, en el seno de una familia acomodada, culta y prestigiosa, lo que le da acceso a una esmerada formación, así como al estudio de varios idiomas.
En 1898, contrae matrimonio con otro súbdito británico nacido en Linares, Thomas Kidd Curry, ingeniero de minas y relevante protagonista del boom minero linarense. Tras la boda, fijan su residencia en la calle Álamos n.º 28 de la ciudad. Carlota fallece sin dejar descendientes el 21 de enero de 1957, a los 87 años de edad, siendo la última persona de ascendencia inglesa sepultada en el cementerio británico de la ciudad.
El Boletín Oficial de la Junta de Andalucía (BOJA) en su Orden de 5 de julio de 2007, aprueba la denominación específica de «Carlota Remfry» para la Escuela Oficial de Idiomas de Linares.

## Obras
Es autora de Linarejos y otros cuentos (Madrid: Ínsula, 1950), y editora de El buen trato a los animales domésticos (Madrid, 1917)…, así como traductora de un considerable número de obras literarias, primero, del español y francés al inglés y, más tarde, del francés e inglés al español.
De las primeras, cabe mencionar Les yeux qui s'ouvrent, de Henry Bordeaux (1910);  Marie-Claire, de Marguerite Audoux (1911) o Fire in Stubble y By the Gods Beloved, de Emma Orczy, ya en los primeros años 20.
Entre las traducciones al inglés de su segunda etapa, se encuentran Αngel-Child (1926) y Maya; The Adventures of a Bee (publicada por Hutchinson's Books for young People, Londres, c. 1942), de Waldemar Bonsels; Nuestro Padre San Daniel de Gabriel Miró (1930) o The Vagrant, de Colette (1931), que es su última traducción conocida.
Destacan por último sus frecuentes colaboraciones en revistas como Mundo Latino, Los Quijotes; Mesa Revuelta, La Voz de la Mujer, Cervantes, de Madrid; La Alhambra, de Granada; Grecia, de Sevilla…

## Hemerografía
- Obituario (22 de noviembre de 1946). «D. Tomás Kidd Curry». Diario ABC (Madrid: Diario ABC) (12 709): 31.
- Cazabán, Alfredo (Αbril de 1919). «Carlota Remfry». Don Lope de Sosa (Úbeda —Jaén—) (76): 99-101.
- Cazabán, Alfredo (15 de mayo de 1919). «Carlota Remfry de Kidd». La Alhambra: Revista quincenal de Artes y Letras (507): 204-206.
- Fernández Almagro, M. (24 de noviembre de 1950). «"Linarejos y otros cuentos", por Carlota Remfry de Kidd». Diario ABC (Madrid) (13 956): 15.